# 烏克蘭社會民主黨

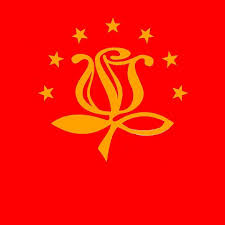
乌克兰社会民主党标志

乌克兰社会民主党（烏克蘭語：Соцiал-демократична партія України）是乌克兰的一个社会民主主义政党。该党成立于1990年5月27日。该党是社会党国际的咨询党。